# Linn Ullmann
Karin Beate "Linn" Ullmann, född 9 augusti 1966 i Oslo, är en norsk författare och kulturjournalist.

## Biografi
Linn Ullmann är dotter till Liv Ullmann och Ingmar Bergman och halvsyster till Lena, Eva, Jan, Anna, Mats, Ingmar jr, Daniel Bergman samt Maria von Rosen. Som barn medverkade hon med sin mor i Jan Troells kända filmer/TV-serie Utvandrarna och Nybyggarna och faderns Viskningar och rop och Höstsonaten. I sin ungdom arbetade hon även som fotomodell i USA, dit hon senare flyttade med mamman efter föräldrarnas separation i början av 1970-talet. Hon tackade nej till filmerbjudanden från Hollywood, och valde i stället att satsa på skrivandet och studerade engelsk litteratur vid New York University. Efter flytten till Norge etablerade hon sig som en av landets främsta litteraturkritiker och kulturskribent framför allt på tidningen Dagbladet. 1998 romandebuterade hon med den uppmärksammade Innan du somnar, för vilken hon också fick TCO:s litteraturpris, och hennes romaner finns utgivna på ett stort antal språk och har nominerats till ett flertal europeiska priser. 2007 hade en dramatisering av hennes roman Nåd premiär på norska Riksteatret. För denna roman fick hon även Den norske leserprisen.
Ullmann är numera kolumnist och journalist vid den norska tidningen Aftenposten och erhöll 2007 utmärkelsen Gullpennen för sin mångåriga verksamhet där och mottog samma år även Amalie Skram-prisen för sitt författarskap. 2009 var hon drivande kraft och för en tid konstnärlig ledare för etableringen av kulturcentret Bergmangårdarna i faderns förra bostad och arbetsplats på Fårö. 2011 var hon medlem i juryn för filmfestivalen i Cannes. 1998 skrev hon även en biografisk bok om den norske regissören Arne Skouen och hans filmer.
Med sin make, författaren Niels Fredrik Dahl, har hon två barn.

## Filmografi
- 1971 – Utvandrarna
- 1972 – Nybyggarna
- 1973 – Viskningar och rop
- 1978 – Höstsonaten

## Priser och utmärkelser
- 1999 – TCO:s litteraturpris
- 2002 – Det norska läsarpriset för Nåde
- 2007 – Amalie Skram-priset
- 2007 – Gullpennen
- 2015 – P2-lyssnarnas romanpris för De urolige
- 2017 – Doblougska priset
- 2022 – Aschehougpriset